# جیرسرا (رشت)
جیرسرا، روستایی است از توابع بخش کوچصفهان شهرستان رشت در استان گیلان ایران.
این روستا دارای ۳ بخش است خیابان شهید یونس ضمیری خیابان شهید حسینعلی رفیعی خیابان شهید سجاد عفتی

## جمعیت
این روستا در دهستان بلسبنه قرار دارد و براساس سرشماری مرکز آمار ایران در سال ۱۳۸۵، جمعیت آن ۸۰۷ نفر (۲۲۳خانوار) بوده‌است.

## اقتصاد
در جیرسرا کشاورزی اساس و زیربنای تمامی امور است. ۸۰درصد جمعیت این روستاها کشاورز هستند و زندگی آنها رابطه مستقیمی با بخش کشاورزی دارد و ۲۰درصد بقیه هم که ساکن بیشتر به مشاغل بازرگانی مشغولند و امرارمعاش آنان هم بستگی به اوضاع کشاورزی این بخش دارد؛ لذا کشاورزی اساس و زیربنای اقتصاد است [۲]

## محصولات کشاورزی
برنج‌هایی که در کوچصفهان کشت می‌شود از نوع صدری، هاشمی، بینام و خزر است که در اقصی‌نقاط کشور بازار دارد. مهم‌ترین محصول کشاورزی که تولید می‌شود برنج است و در تمامی روستاهای کوچصفهان کشت می‌شود. برنج‌هایی که در کوچصفهان کشت می‌شود از نوع صدری، هاشمی، بینام و خزر است که در اقصی‌نقاط کشور بازار دارد.
نخود، لوبیا و باقلا از حبوب مهمی هستند که کشت می‌شوند و در بازار دیگر هفتگی گیلان به فروش می‌رسد. کاشت سبزی نیز معمول است. از انواع سبزی‌های می‌توان به کاهو، اسفناج، سیر،بادمجان، پیاز، هویج، گوجه‌فرنگی، تره، جعفری و فلفل اشاره کرد که از این میان پیاز، سیر و گوجه‌فرنگی اهمیت بیشتری دارند. در این منطقه پرورش کرم ابریشم سابقه طولانی دارد [۳]

## آثار تاریخی
پل گیشه دمرده - عروس غرق‌شده - در روستایی جیرسرا همانند نامش عروسی باستانی از دوران قاجار می‌باشد [۴]